# فرودگاه صحرایی لس مونتونز
فرودگاه صحرایی لس مونتونز (به انگلیسی: Los Montones Field) یک فرودگاه است که یک باند فرود آسفالت دارد و طول باند آن ۱۵۵ متر است. این فرودگاه در کشور جمهوری دومینیکن قرار دارد و در ارتفاع ۵۷ متری از سطح دریا واقع شده است.